# Au nom de ma fille (film)
Pour les articles homonymes, voir Au nom de ma fille.
Pour plus de détails, voir Fiche technique et Distribution.
Au nom de ma fille est un film franco-allemand réalisé par Vincent Garenq, sorti en 2016. Le film est inspiré de l'affaire Dieter Krombach, une affaire criminelle qui a débuté en 1982.
Le film met en scène Dieter Krombach, un médecin allemand, qui est soupçonné d'avoir violé et assassiné Kalinka, sa belle fille âgée de 14 ans. Le père de Kalinka, André Bamberski, se bat alors pour que justice soit faite.

## Synopsis
2009 - La police française interpelle André Bamberski à son domicile. Il est immédiatement placé en garde à vue, puis mis en examen par le juge d'instruction pour enlèvement et séquestration aggravée du docteur Dieter Krombach.
1974 - André et son épouse Danièle « Dany » vivent au Maroc. Ils ont une fille Kalinka et un fils Pierre. André dirige une petite entreprise et a donc tendance à un peu délaisser sa famille. Dany présente à André le docteur Dieter Krombach, allemand qui habite près de chez eux. Kalinka est l'amie de la fille de Krombach. Krombach invite les enfants chez lui. Dany est séduite par cet homme attentionné. Quand Dany apprend à Krombach qu'ils partent aux sports d'hiver celui-ci insiste pour les accompagner. Sur une route de montagne, alors qu'André conduit, la voiture quitte la route dans un lacet. Kalinka et André sont blessés et hospitalisés. Krombach rend visite aux Bamberski dans la chambre d'hôpital et offre un cadeau à Kalinka. Il dépose Dany en voiture. Ils s'embrassent au moment de se séparer.
De retour au Maroc, André recherche un dossier pour son travail. Il découvre des cassettes audio en allemand et comprend que Dany a une liaison avec Krombach. Le soir, Dany lui promet d'arrêter cette liaison. André décide qu'ils doivent quitter le Maroc et rentrer en France. Sur le quai, au moment d'embarquer, Krombach rejoint Dany discrètement et lui dit qu'il ne veut pas la quitter.
Les Bamberski s'installent près de Pau. Danièle, qui n'avait pas d'emploi, annonce qu'elle a trouvé un travail provisoire à Nice dans une agence immobilière, elle aura ensuite en charge l'agence locale. André la suit en voiture jusqu'à Nice. Il constate qu'elle se rend dans un appartement où habite Krombach. Il engage un huissier et entre avec lui pour faire procéder à un constat d'adultère.
1982 - Les Bamberski ont divorcé. André est en train d'emménager avec sa nouvelle compagne Cécile. Dany vit avec Krombach à Lindau sur le bord du lac de Constance. André décide de partir en séjour avec Cécile pendant que Kalinka et Pierre seront en vacances chez Krombach, avec Dany. André accompagne Kalinka et Pierre à l'aéroport. André et Cécile savourent leurs vacances ensemble.

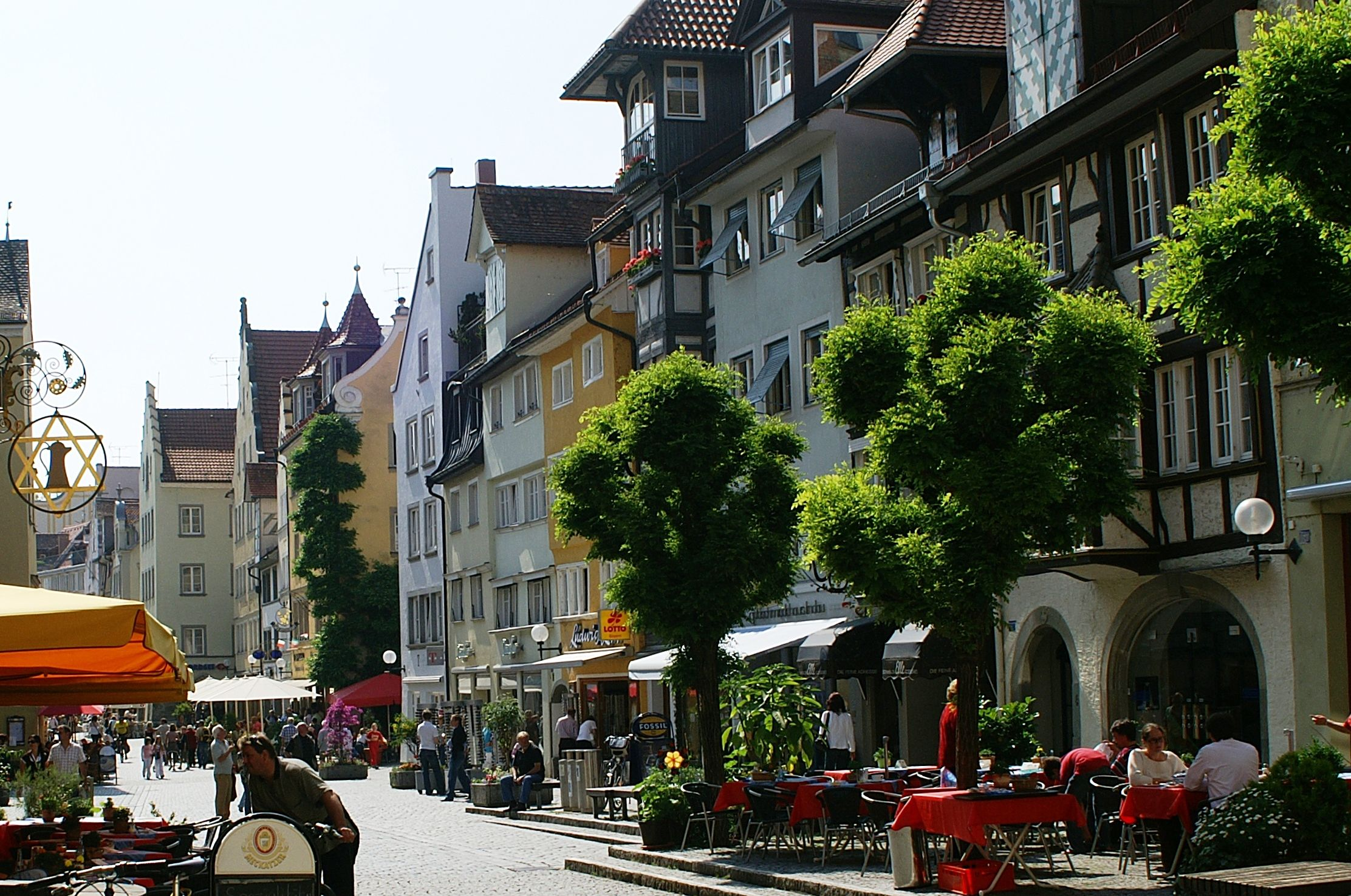
la ville de Lindau, en Allemagne

Un soir, Dany téléphone à André pour lui annoncer que Kalinka est morte. André est effondré. Peu après, André vient reconnaitre le corps de Kalinka. Dany lui apprend qu'elle va être autopsiée pour pouvoir être rapatriée. Chez Krombach, André lui demande de lui expliquer les circonstances de la mort de Kalinka. Krombach lui dit qu'elle a fait un malaise cardiaque dû à une insolation, voire peut-être aussi aux conséquences de l'accident survenu 8 ans auparavant. Il lui avait fait une injection de solution de fer dans la journée pour l'aider à bronzer. Il lui a fait d'autres injections pour tenter de la ranimer, mais cela a été vain.
De retour en France, André s'étonne de ne pas avoir reçu les conclusions de l'autopsie. Il demande par téléphone à Dany de lui envoyer une copie par courrier recommandé. Le rapport d'autopsie étant en allemand, il demande a un professeur d'allemand de le lui traduire. Les deux hommes sont atterrés par ce qui y est écrit. Kalinka a probablement été violée. Il se rend à Lindau pour demander des explications à Dany.
1983 - À la suite d'une demande de complément d'enquête et d'un recours auprès du procureur allemand, il se rend compte que la justice ne désire pas donner suite. Il décide, aidé par le professeur d'allemand, de distribuer des tracts dans la ville où réside Krombach. Contraint de quitter l'Allemagne, il fait alors appel à un avocat français spécialisé dans le droit pénal international qui accepte et lance une procédure. Cependant Krombach fait obstruction et décide de ne pas répondre à la demande de justice française. André Bamberski réussit à faire procéder à une nouvelle autopsie de Kalinka, mais celle-ci ne donne rien car la jeune fille a subi une ablation de ses parties génitales avant que son corps soit rapatrié en France.
1987 - Un nouveau juge d'instruction est nommé. Celui-ci obtient la totalité des prélèvements.
1988 - Les nouvelles expertises précisent que Kalinka est morte à la suite d'un coma provoqué par une injection médicamenteuse.
1990 - Danièle, la mère de Kalinka, est de retour en France et elle est auditionnée par le juge. Cependant la confrontation avec son ex-épouse ne donne rien, celle-ci ne veut pas reconnaître la responsabilité de Krombach. La justice française décide de poursuivre le médecin allemand qui ne peut plus échapper à un jugement en France.
1995 - Krombach est condamné par contumace à la peine de 15 années de réclusion criminelle. L'avocat explique que le gouvernement allemand semble avoir fait pression sur la justice française, ce qui expliquerait l'apparente légèreté de la peine. Cependant le mandat international n'est pas diffusé et Krombach n'est toujours pas arrêté. Bamberski et son avocat alertent la presse, ce qui permet d'enclencher la procédure mais Krombach n'est toujours pas en prison. Cependant, grâce à une journaliste allemande, il apprend que le docteur a été arrêté pour viol.
1997 - Krombach est jugé en Allemagne, mais uniquement pour ce viol. Bamberski assiste au procès et Krombach tente en vain de le faire chasser du tribunal. La jeune fille violée explique que le médecin lui a fait une piqûre avant d'abuser d'elle. Ces aveux rendent malade Bamberski qui comprend alors comment est morte sa fille. Krombach est reconnu coupable et il est condamné, mais ayant plaidé coupable et renoncé à exercer la médecine, il bénéficie d'un sursis. Bamberski retourne voir son ex-femme, mais il ne parvient toujours pas à la convaincre.
Dès lors, Bamberski, qui sait que Krombach ne peut plus exercer en Allemagne, tente de le faire arrêter par la police des pays voisins et, en conséquence Krombach se fait arrêter dans une gare en Autriche. Pendant ce temps-là, excédée par son obsession, sa compagne le quitte. Autre mauvaise nouvelle pour Bamberski, l'Autriche libère Krombach qui retourne en Allemagne. Le père de Kalinka accuse la France de collusion avec les autorités judiciaires allemandes et veut dénoncer la justice française, mais son avocat décide de ne pas le suivre sur cette voie.
André Bamberski retourne en Allemagne afin de savoir où est passé le médecin, mais celui-ci, accusé par une femme, a été emprisonné. Le père de Kalinka décide de le suivre à sa sortie et note sa nouvelle adresse.
2009 - Krombach est enlevé devant chez lui, en Allemagne, par trois hommes qui l'enferment dans un coffre de voiture, puis ceux-ci passent la frontière française, un des hommes l'assomme et le dépose sur un trottoir d'un quai de Mulhouse. Peu de temps après les trois hommes sont arrêtés par la police.
Arrêté, Bamberski est donc emmené en prison, puis relâché à la suite de son placement sous mandat judiciaire et son ancien avocat décide de reprendre du service auprès de lui. À peine sorti de sa garde à vue, Bamberski avertit le procureur que Krombach ne doit pas être relâché et décide de parler à la presse. Le médecin allemand est écroué et doit être rejugé.
André Bamberski va rendre visite à la tombe de sa fille et évoquer les raisons de son engagement. À l'entrée du cimetière il croise son ex-femme qui en sort. Ils se regardent un moment sans se parler et continuent leur chemins séparés. Une annonce explique sobrement que Krombach a été condamné à 15 ans de prison pour violence volontaires aggravées ayant entraîné la mort sans intention de la donner, la thèse du viol n'ayant pas été retenue. André Bamberski a été condamné à un an de prison avec sursis pour enlèvement.

## Fiche technique
Sauf indication contraire, les informations mentionnées dans cette section peuvent être confirmées par la base de données cinématographiques IMDb,  présente dans la section « Liens externes ».
- Titre original français : Au nom de ma fille
- Titre allemand : Im Namen meiner Tochter – Der Fall Kalinka
- Réalisation : Vincent Garenq
- Scénario : Vincent Garenq et Julien Rappeneau
- Musique : Nicolas Errèra
- Photographie : Renaud Chassaing
- Montage : Valérie Deseine
- Production : Arena Multimedia Group, Backup Films, Black Mask Productions, après la participation de Studiocanal, TF1 Films Production, Nexus Factory, UMedia, uFund, D8
- Distribution : Studiocanal (France), Koch Media (Allemagne)
- Langue originale : français, allemand
- Pays d'origine :  France,  Allemagne
- Durée : 87 minutes
- Dates de sortie :
  - France, Suisse romande : 16 mars 2016

## Distribution
- Daniel Auteuil : André Bamberski

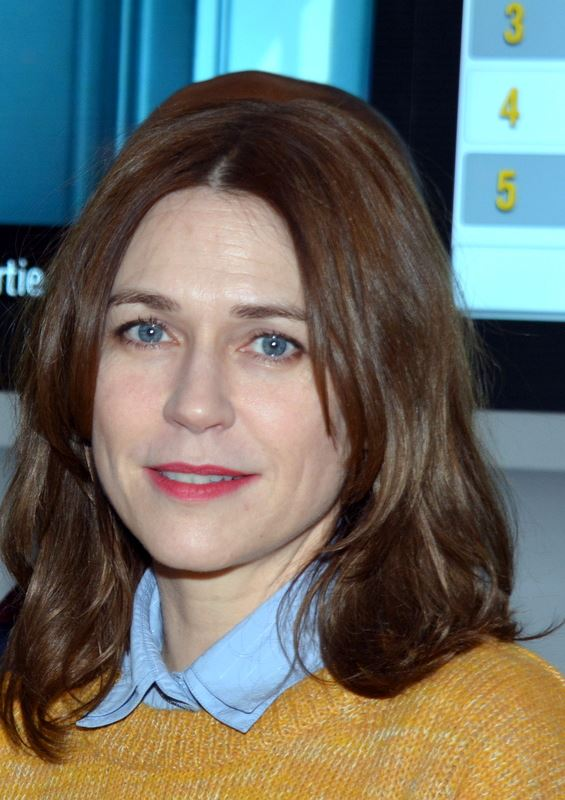
L'actrice principale Marie-Josée Croze, en mars 2016.

- Marie-Josée Croze : Danièle « Dany » Bamberski
- Sebastian Koch : Dieter Krombach
- Emma Besson : Kalinka Bamberski à 14 ans
- Lilas-Rose Gilberti : Kalinka Bamberski à 6 ans
- Christelle Cornil : Cécile, nouvelle compagne d'André
- Fred Personne : le père d'André
- Serge Feuillard : François Gibault, avocat d'André
- Wolfgang Pissors : Médecin allemand
- Emma Drogunova : Eva
- Tom Hudson : Pierre Bamberski à 20 ans
- Florence d'Azémar : la juge d'instruction
- Guillaume Briat : l'avocat général
- Catherine Davenier : la juge d'instruction
- Alain Beigel : l'huissier de justice
- Christian Kmiotek (lb) : Robert

## Tournage
Le tournage, débuté le 20 octobre 2014, s'est déroulé en partie à Pau. Daniel Auteuil a rencontré à cette occasion André Bamberski dont il incarne le personnage à l'écran.